# Sajószentpéter
Sajószentpéter [šajósentpéter] je město v severovýchodním Maďarsku v župě Borsod-Abaúj-Zemplén, spadající pod okres Kazincbarcika, nacházející se asi 9 km severozápadně od Miškovce. Tvoří aglomeraci s městem Kazincbarcika a obcí Berente a ze všech tří měst se nachází nejvíce na jihovýchodě. V roce 2015 zde žilo 11 679 obyvatel.

## Historie
Sajószentpéter je poprvé připomínán jako Szentpéter (sv. Petr) v roce 1281. Tehdejší sídlo bylo královským majetkem, který nejprve patřil k panství Diósgyőr (kde se nachází známý hrad) a později k panství Dedes. Byl zničen husitskými výboji, ale od roku 1466 byl znovu osídlen. Od roku 1886 do roku 1950 byl také sídlem okresu, ale poté její ústřední role poklesla, protože ji z velké části převzala sousední Kazincbarcika, která po válce rychle rostla a stala se průmyslovým centrem.
V 17. a 18. století patřil několika šlechtickým rodům, včetně Rákócziů a Losonczyů. Od 19. století se dominantním odvětvím hospodářství stal průmysl: byly otevřeny uhelné doly a postavena sklárna. Na konci 20. století byly doly i sklárna uzavřeny (v roce 1999), což zde způsobilo značnou nezaměstnanost.